# فجر الإنقاذ
فجر الإنقاذ (بالإنجليزية: Rescue Dawn)‏ هو فيلم حرب تم إنتاجه في الولايات المتحدة وصدر في سنة 2006. الفيلم من إخراج فرنر هرتزوغ وكتابة فرنر هرتزوغ. من بطولة كريستيان بيل وستيف زان.

## القصة
تذهب الطائرة الحربية الأمريكية في مهمة سرية لكنها تصاب بجناحها وتسقط في الغابات أثناء قصف لاوس عام 1965، ويقع قائدها في الأسر من قبل قوات الفيتكونج التي ترسله بعدها لمعسكر الأسرى، وينظم الرائد ديتر دنجلير خطة للهروب مع بقية الاسرى وتنجح بالفعل إلا أنه يواجه ومن معه ما لم يكن في الحسبان.

## الميزانية والإيرادات
بلغت تكلفة إنتاج الفيلم حوالي 10 ملايين دولار بينما حقق أرباحا تقدر بـ 7,177,143 دولار.

## وصلات خارجية
- فجر الإنقاذ على موقع IMDb (الإنجليزية)
- فجر الإنقاذ على موقع ميتاكريتيك (الإنجليزية)
- فجر الإنقاذ على موقع الموسوعة البريطانية (الإنجليزية)
- فجر الإنقاذ على موقع روتن توميتوز (الإنجليزية)
- فجر الإنقاذ على موقع نتفليكس (الإنجليزية)
- فجر الإنقاذ على موقع قاعدة بيانات الأفلام العربية
- فجر الإنقاذ على موقع ألو سيني (الفرنسية)
- فجر الإنقاذ على موقع Turner Classic Movies (الإنجليزية)
- فجر الإنقاذ على موقع أول موفي (الإنجليزية)
- فجر الإنقاذ على موقع بوكس أوفيس موجو (الإنجليزية)